# C-90
C-90 – hiszpański granatnik przeciwpancerny z wyrzutnią jednorazowego użytku.

## Historia
W latach 70. XX wieku w hiszpańskiej firmie Instalanza S.A. rozpoczęto prace nad granatnikiem przeciwpancernym który miał zastąpić granatnik M-65 (hiszpańska wersja Bazooki). Wszedł on do uzbrojenia armii hiszpańskiej w 1982 roku pod oznaczeniem C-90. 
C-90 jest granatnikiem o rakietowym układzie miotającym. Pocisk rakietowy o kalibrze 90 mm został umieszczony w jednorazowej wyrzutni wykonanej z kompozytu składającego się z żywicy epoksydowej i włókien szklanych. Broń wyposażona jest w celownik optyczny o dwukrotnym powiększeniu. Celownik wyposażony jest w znaki celownicze odpowiadające odległościom 100, 200, 300 i 400 m. Dzięki zastosowaniu podświetlania siatki celowniczej celownik może być wykorzystywany także w nocy. Wyrzutnia jest wyposażona w mechaniczny mechanizm odpalający wzorowany na zastosowanym w M72 LAW.
Pocisk rakietowy ma kaliber 90 mm. Zapalnik piezoelektryczny. Pocisk jest stabilizowany przy pomocy brzechw.
W 1987 roku C-90 przeszedł modernizację. Dzięki zastosowaniu nowego pocisku zwiększono zasięg skuteczny. Jednocześnie masa granatnika wzrosła z 4 do 4,7 kg. Zmodernizowana wersja granatnika była szeroko eksportowana. Do różnych państw sprzedano łącznie 125 tysięcy sztuk granatników C-90. Później pojawiły się kolejne wersje tej broni różniące się rodzajem zastosowanego pocisku rakietowego.

## Dane taktyczno-techniczne
- Kaliber: 90 mm
- Masa: 4,8 kg
- Masa pocisku: 2,3 kg
- Długość: 840 mm
- Prędkość początkowa pocisku: 160 m/s
- Donośność: 
  - do celów ruchomych: 400 m
  - do celów nieruchomych: 250 m
- Przebijalność: 500 mm